# Khizr Pacha (1621)
Ne doit pas être confondu avec Khizr Pacha.
Khizr Pacha ou Kheder Pacha est le quatorzième pacha triennal de la régence d'Alger. Il règne durant l'année 1621.

## Biographie
Khizr Pacha prend ses fonctions en 1621 à la veille d'un bombardement d'Alger par les forces de l'amiral Mansel. Le pacha refuse de négocier avec ce dernier qui se retire sans avoir obtenu de concessions. La flotte anglaise endommage donc le port et détruit certains navires algériens. Le pacha est remplacé la même année par Moustapha Koussor,.